# Maline pri Štrekljevcu
Maline pri Štrekljevcu je naselje u slovenskoj Općini Semiču. Maline pri Štrekljevcu se nalazi u pokrajini Dolenjskoj i statističkoj regiji Donjoposavskoj regiji. 

## Stanovništvo
Prema popisu stanovništva iz 2002. godine naselje je imalo 35 stanovnika.